# Птолемей IV Філопатор
Птолемей IV Філопатор (грец. Πτολεμαῖος Φιλοπάτωρ, Філопатор —«Той, хто любить батька», 244 до н. е. —204 до н. е.) — цар Єгипту у 222–204 до н. е. За його правління починається економічний та міжнародний занепад держави.

## Життєпис
Походив з династії Птолемеїв (Лагидів). Син Птолемея III Евергета, царя Єгипту, та Береніки II.
Владу успадкував 222 року до н. е. Втім не мав схильності до зайняття державними справами, віддаючи перевагу розкошам та розвагам. Розв'язувати державні питання довірив Сосібію, за одними даними колишньому жерцю, за іншими — стратегу). За порадою Сосібія цар наказав вбити свого дядька Лісімаха, мати й брата Магаса.
У 219 до н. е. за наказом Сосібія було спровоковано на повстання колишнього спартанського царя Клеомена III, який мав популярність серед грецьких найманців (основи армії Птолемеїв). Побоюючись цього впливу Сосібій наказав заарештували Клеомена, а коли той спробував підбурити повстання, змусив спартанця накласти на себе руки.
Водночас Сосібій знайшов підтримку у справі впливу на Птолемея IV його коханців Агафокла та Агофоклею, які спустошували царську скарбницю. При цьому міжнародна активність майже припинилась. Єгипет припинив протидіяти зміцненню Сирії та Македонії. Війська Птолемеїв намагались лише утримувати основні фортеці у Малій Азії та островах Егейського моря.
У 219 до н. е. почалась IV Сирійська війна проти Антіоха III Великого. Спочатку бої тривала у Фінікії, Палестині та Келесирії, які до 217 до н. е. сирійські війська поступово захопили. Вирішальна битва відбулася в 217 до н. е. при Рафії (неподалік від Гази). У ній вперше Птолемеї використали корінних єгиптян (у піхоті). Саме останні сприяли здобуттю перемоги царя Птолемея IV. Після цього єгипетська армія відвоювала міста у Фінікії, Палестині та частині Келесирії. Втім Птолемей Філопатор та Сосібій не наважились продовжити поход до самої Сирії, щоб повалити владу Антіоха III.
Величезні зусилля, спрямовані на протидію Антіоху III, та гультяйський спосіб життя царя призвели з одного боку до фінансової кризи, яка спровокувала соціальну. При цьому єгиптяни відчули свою силу, можливість впливати на політику царства. Незабаром після тих подій почались заворушення у Верхньому Єгипті, що до кінця правління Птолемея IV переросли у велике повстання на чолі з Хургонафором.
Після повернення до столиці Птолемей IV продовжив поводитися по старому, справи продовжували вирішувати Сосібій, Агафокл та Агофоклея. За деякими відомостями за їх наказом було отруєно дружину царя. Смерть самого Філопатора викликає підозру щодо її насильницького характеру. Можливо, його теж було отруєно.

## Родина
Дружина — Арсіноя III (245–204 до н. е.), донька Птолемея III Евергета.
Діти — Птолемей.